# Untappd
Untappd é uma rede social virtual que permite que seus usuários realizem check in em cervejas conforme as bebe, e compartilhar esses check-ins e localizações com amigos. O aplicativo Untappd também inclui funcionalidades que permitem ao usuário avaliar a cerveja, obter distintivos, compartilhar fotos e automaticamente sugere novas cervejas ao usuário.
Em 17 de janeiro de 2014 a companhia anunciou que ultrapassou o número de 1,000,000 de usuários. 